# Comuna Haienkî, Icinea
Haienkî (în ucraineană Хаєнки) este o comună în raionul Icinea, regiunea Cernihiv, Ucraina, formată din satele Haienkî (reședința), Kîkolî și Voronivka.

## Demografie
Componența lingvistică a comunei Haienkî
     Ucraineană (96,82%)
     Rusă (2,68%)
     Alte limbi (0,5%)
Conform recensământului din 2001, majoritatea populației comunei Haienkî era vorbitoare de ucraineană (96,82%), existând în minoritate și vorbitori de rusă (2,68%).